# Ignacy Błażejowski
Ignacy Błażejowski, występujący po prostu jako Ignacy (ur. 5 października 2003 w Krośnie) – polski piosenkarz, autor tekstów i kompozytor.
Uczestnik drugiej edycji programu Mali Giganci emitowanego przez TVN (2016) oraz jedenastej edycji programu The Voice of Poland emitowanego przez TVP2 (2020).

## Wczesne lata
Urodził się w 2003 w Krośnie. Śpiewać zaczął w wieku siedmiu lat. Gdy miał dziewięć lat trafił do Studia Piosenki Swing działającego przy Regionalnym Centrum Kultur Pogranicza w Krośnie gdzie trenował pod okiem Lucyny Durał. W 2017 roku był stypendystą Motywacyjnego Programu Stypendialnego Miasta Krosno przyznanego przez Prezydenta Miasta Piotra Przytockiego za osiągnięcia artystyczne.

## Kariera muzyczna
W wieku dwunastu lat wraz z Julią Błaszczyk w duecie wziął udział w drugiej edycji programu Mali Giganci emitowanego przez stację TVN (2016). Przed jurorami programu zaprezentowali utwór „Fly Me to the Moon” Barta Howarda, a w następnym odcinku utwór „Say Something”, oryginalnie wykonywany przez zespół A Great Big World i wokalistkę Christinę Aguilerę. Drugi występ w serwisie YouTube został odtworzony blisko dwa miliony razy.
W 2020 roku był uczestnikiem jedenastej edycji programu The Voice of Poland emitowanego przez stację TVP2 (2020). W trakcie pierwszego etapu - przesłuchań w ciemno zaśpiewał „I See Fire” z repertuaru Eda Sheerana, dołączył do drużyny Edyty Górniak. Następnie wygrał bitwę i nokaut. Odpadł na etapie ćwierćfinałów.
9 kwietnia 2021 odbyła się premiera jego debiutanckiego singla „Koniec”, który premierowo zaprezentował jako gość specjalny podczas finału czwartej edycji programu The Voice Kids transmitowanego przez TVP2.
12 stycznia 2022 wydał singel pt. „Dream”. 21 lipca zaprezentował utwór „Czekam na znak”, który dotarł na szczyt listy AirPlay – Top najczęściej odtwarzanych utworów w polskich rozgłośniach radiowych. 5 listopada wykonał utwór na żywo jako gość specjalny ćwierćfinału trzynastej edycji programu The Voice of Poland (2022).
12 stycznia 2023 wydał nowy singel pt. „To co mam”, który był jego drugim utworem notowanym na liście OLiA, najczęściej odtwarzanych utworów w polskich rozgłośniach radiowych, finalnie uplasowując się na miejscu jedenastym.
20 września 2024 wydał swoją kolejną piosenkę pt. „24/7”. Zapowiada ona następny album artysty.

## Życie prywatne
Mieszka w Warszawie.  
W dzieciństwie chorował na astmę.  
Ukończył Szkołę Podstawową nr 3 w Krośnie. Uczęszczał do Zespołu Szkół Muzycznych im. I.J. Paderewskiego w Krośnie w klasie fortepianu, którą ukończył. Od października 2022 roku jest studentem wokalistyki jazzowej na Akademii Muzycznej im. Karola Szymanowskiego w Katowicach, podjął się również studiów na Uniwersytecie Warszawskim na wydziale amerykanistyki. Uczy się w toku indywidualnym.

## Dyskografia

### Albumy studyjne
| Rok                                                     | Dane dot. albumu | Najwyższa pozycja na liście | Certyfikat         | Sprzedaż       |
| Rok                                                     | Dane dot. albumu | POL                         | Certyfikat         | Sprzedaż       |
| ------------------------------------------------------- | --- | --------------------------- | ------------------ | -------------- |
| 2023                                                    | Ignacy - Wydany: 30 marca 2023 - Wytwórnia: Polydor Records, Universal Music Polska - Format: digital download, streaming, winyl           | –                           | brak               | brak danych    |
| 2023                                                    | Central Park - Wydany: 20 października 2023 - Wytwórnia: Polydor Records, Universal Music Polska - Format: CD, digital download, streaming | 35                          | - POL: złota płyta | - POL: 15 000+ |
| 2024                                                    | Limbo - Wydany: 22 listopada 2024 - Wytwórnia: Polydor Records, Universal Music Polska - Format: CD, digital download, streaming           | –                           | brak               | brak danych    |
| „–” oznacza, że album nie był notowany na danej liście. | |                             |                    |                |

### Single
| Rok | Tytuł                                         | Najwyższe pozycje na listach | Najwyższe pozycje na listach | Najwyższe pozycje na listach | Najwyższe pozycje na listach | Najwyższe pozycje na listach | Najwyższe pozycje na listach | Najwyższe pozycje na listach | Najwyższe pozycje na listach | Certyfikat                | Sprzedaż        | Album        |
| Rok | Tytuł                                         | POL                          | POL                          | POL                          | RMF                          | Zet                          | Eska                         | PiK                          | SLiP                         | Certyfikat                | Sprzedaż        | Album        |
| Rok | Tytuł                                         | AirPlay                      | Streaming                    | AirPlay nowości              | RMF                          | Zet                          | Eska                         | PiK                          | SLiP                         | Certyfikat                | Sprzedaż        | Album        |
| --- | --------------------------------------------- | ---------------------------- | ---------------------------- | ---------------------------- | ---------------------------- | ---------------------------- | ---------------------------- | ---------------------------- | ---------------------------- | ------------------------- | --------------- | ------------ |
| 2021 | „Koniec”                                      | –                            | X                            | –                            | –                            | –                            | –                            | –                            | –                            | brak                      | brak danych     | Central Park |
| 2022 | „Dream”                                       | –                            | X                            | –                            | –                            | –                            | –                            | –                            | –                            | brak                      | brak danych     | Ignacy       |
| 2022 | „Wiem”                                        | –                            | X                            | –                            | –                            | –                            | –                            | –                            | –                            | brak                      | brak danych     | –            |
| 2022 | „Prawa, lewa”                                 | –                            | X                            | –                            | –                            | –                            | –                            | –                            | –                            | brak                      | brak danych     | Ignacy       |
| 2022 | „Running Up That Hill (A Deal with God)”      | –                            | X                            | –                            | –                            | –                            | –                            | –                            | –                            | brak                      | brak danych     | –            |
| 2022 | „Czekam na znak”                              | 1                            | 31                           | 3                            | 1                            | 1                            | 2                            | 11                           | 1                            | - POL: 2× platynowa płyta | - POL: 100 000+ | Ignacy       |
| 2022 | „Ostatni raz”                                 | –                            | X                            | –                            | –                            | –                            | –                            | 24                           | –                            | brak                      | brak danych     | Ignacy       |
| 2022 | „Loser”                                       | –                            | X                            | –                            | –                            | –                            | –                            | –                            | –                            | brak                      | brak danych     | Ignacy       |
| 2022 | „Odnajdę”                                     | –                            | X                            | –                            | –                            | –                            | –                            | –                            | –                            | brak                      | brak danych     | Ignacy       |
| 2022 | „The Christmas Song (Merry Christmas to You)” | –                            | X                            | –                            | –                            | –                            | –                            | –                            | –                            | brak                      | brak danych     | –            |
| 2023 | „To co mam”                                   | 11                           | –                            | X                            | 1                            | 1                            | 3                            | –                            | 16                           | brak                      | brak danych     | Central Park |
| 2023 | „Lullaby”                                     | –                            | –                            | X                            | –                            | –                            | –                            | –                            | –                            | brak                      | brak danych     | Ignacy       |
| 2023 | „Samoloty”                                    | 17                           | –                            | X                            | 2                            | 1                            | –                            | –                            | –                            | brak                      | brak danych     | Central Park |
| 2023 | „Bez”                                         | –                            | –                            | X                            | –                            | –                            | –                            | –                            | –                            | brak                      | brak danych     | Central Park |
| 2023 | „Niepewność”                                  | 22                           | –                            | X                            | –                            | –                            | –                            | –                            | –                            | brak                      | brak danych     | Central Park |
| 2024 | „Trucizna”                                    | –                            | –                            | X                            | –                            | –                            | –                            | –                            | –                            | brak                      | brak danych     | Limbo        |
| 2024 | „Stop!!”                                      | –                            | –                            | X                            | –                            | –                            | –                            | –                            | –                            | brak                      | brak danych     | Limbo        |
| 2024 | „Nic nie widać po mnie”                       | –                            | –                            | X                            | –                            | –                            | –                            | –                            | –                            | brak                      | brak danych     | Limbo        |
| 2024 | „24/7”                                        | –                            | –                            | X                            | –                            | –                            | –                            | –                            | –                            | brak                      | brak danych     | Limbo        |
| 2024 | „Tu (chciałbym wrócić)”                       | –                            | –                            | X                            | –                            | –                            | –                            | –                            | –                            | brak                      | brak danych     | Limbo        |
| „–” oznacza że singel nie był notowany na danej liście. „X” oznacza, że lista przebojów nie istniała w danym okresie. |                                               |                              |                              |                              |                              |                              |                              |                              |                              |                           |                 |              |

### Teledyski
| Rok  | Tytuł         | Reżyseria          | Źr.    |
| ---- | ------------- | ------------------ | ------ |
| 2022 | „Dream”       | Marcin Kopiec      | [ 67 ] |
| 2022 | „Wiem”        | Maja Michoń        | [ 68 ] |
| 2022 | „Prawa, lewa” | Maja Michoń        | [ 69 ] |
| 2022 | „Ostatni raz” | Bartosz Mieloch    | [ 70 ] |
| 2022 | „Loser”       | Bartosz Mieloch    | [ 71 ] |
| 2023 | „Lullaby”     | Tomasz Figura      | [ 72 ] |
| 2023 | „Samoloty”    | Michał Sierakowski | [ 73 ] |

## Nagrody i nominacje
| Rok  | Konkurs        | Kategoria                 | Tytułem      | Wynik     | Źródło |
| ---- | -------------- | ------------------------- | ------------ | --------- | ------ |
| 2024 | Fryderyki 2024 | Fonograficzny Debiut Roku | Ignacy       | Nominacja | [ 74 ] |
| 2024 | Fryderyki 2024 | Album Roku Pop            | Central Park | Nominacja | [ 74 ] |